# Gigantes de Carolina 2011 (pallavolo femminile)
Questa voce raccoglie le informazioni riguardanti le Gigantes de Carolina nella stagione 2011.

## Organigramma societario
Area direttiva
- Presidente: Ángel Flores

Area tecnica
- Allenatore: Arcángel Ruiz

## Rosa
| N° | Nome                | Ruolo | Data di nascita   | Nazionalità sportiva |
| -- | ------------------- | ----- | ----------------- | -------------------- |
| 1  | Daniela Bertrán     | S     | 29 gennaio 1986   | Porto Rico           |
| 2  | Paulette García     | S     | 9 luglio 1990     | Porto Rico           |
| 4  | Tatiana Encarnación | S     | 28 luglio 1988    | Porto Rico           |
| 5  | Xaimara Colón       | L     | 11 settembre 1988 | Porto Rico           |
| 6  | Laudevis Marrero    | C     | 3 agosto 1987     | Porto Rico           |
| 7  | Madeline González   | P     | -                 | Porto Rico           |
| 8  | Carolina García     | S/O   | -                 | Porto Rico           |
| 9  | Jennifer Doris      | C     | 3 novembre 1988   | Stati Uniti          |
| 10 | Cristina Correa     | C     | -                 | Porto Rico           |
| 11 | Siamar Santiago     | P     | -                 | Porto Rico           |
| 11 | Stephanie Pérez     | P     | 23 marzo 1995     | Porto Rico           |
| 12 | Jane Collymore      | S     | 30 settembre 1984 | Stati Uniti          |
| 12 | Whitney Dosty       | S     | 25 febbraio 1988  | Stati Uniti          |
| 13 | Grace Salado        | C/O   | 7 maggio 1990     | Porto Rico           |
| 18 | Sherisa Livingston  | S/O   | 30 luglio 1980    | Stati Uniti          |